# Легенда за Камуи (манга)
„Легенда за Камуи“ (на японски: カムイ伝 – Kamui – den) е манга от известния японски мангака Ширато Сампей.
Действието се развива във феодална Япония и разказва историята на момче от нинджа семейство, което се опитва да избяга от неговия клан. Поредицата съчетава историческо приключение със социален коментар.
През 1987 г. става едно от първите манга заглавия, публикувани в САЩ (от Viz Communications).

## Издания
| Име                          | Дата         | Издател                       |
| ---------------------------- | ------------ | ----------------------------- |
| Легенда за Камуи             | 1964 до 1971 | Голден Комикс (Golden Comics) |
| Легенда за Камуи Продължение | 1982 до 1987 | Голден Комикс (Golden Comics) |
| Легенда за Камуи (част 2)    | ? до 1998    | Голден Комикс (Golden Comics) |

## Сюжет

### Легенда за Камуи
(カムイ伝 – Kamui-den)

Поредицата проследява историята на младо момче, което расте в шиноби клан и се подготвя да стане нинджа. Неговият живот на обучение приключва, когато той осъзнава, че не иска да бъде нинджа и решава да стане Нукенин (Шиноби – изгнаник; беглец). Клана от своя страна не може да си позволи тайните му да излязат извън общността и изпраща бойци да премахнат изгнаника Камуи.

### Легенда за Камуи – продължение
(カムイ外伝 – Kamui Gaiden)

Продължава историята на Камуи, след като напуска нинджа клана.

### Легенда за Камуи (част 2)
(カムイ伝 第二部 – Kamui-den Dai 2 Bu)

## Извън сюжета
Отделно от историята, рисунъкът е много добър. Фоновете и пейзажите са подробнни и реалистични. Героите са много динамични, а екшън сцените, силни и енергични.